# Вернов, Сергей Николаевич
Серге́й Никола́евич Верно́в (28 июня [11 июля] 1910, Сестрорецк, Санкт-Петербургская губерния — 26 сентября 1982, Москва) — российский и советский физик, академик АН СССР (1968), специалист в области физики космических лучей. Один из участников открытия внешнего радиационного пояса Земли. Герой Социалистического Труда, лауреат Сталинской и Ленинской премий.

## Биография
Родился 28 июня (11 июля) 1910 года в Сестрорецке Санкт-Петербургской губернии. Его мать была талантливым учителем математики, отец — почтовым служащим.
Окончил физико-механический факультет Ленинградского политехнического института в 1931 году.
Занимаясь после окончания института изучением космического излучения в стратосфере, проходил подготовку и был утверждён членом экипажа легендарного стратостата «Осоавиахим-1», который при выполнении задания потерпел аварию в 1934 году. Незадолго до полёта заболел ангиной, и вместо него полетел физик Илья Усыскин. Все члены экипажа погибли при катастрофе стратостата.
Кандидат физико-математических наук (1935). Тема кандидатской диссертации: «Изучение космических лучей в стратосфере при помощи радиозондов». Работает в Физическом институте АН СССР (ФИАН). Доктор физико-математических наук (1939). Тема докторской диссертации: «Широтный эффект космических лучей в стратосфере и проверка каскадной теории».
После защиты докторской диссертации продолжает работать в ФИАНе. В 1943 году переходит в Московский государственный университет (МГУ), на физический факультет. Сначала работает профессором кафедры атомного ядра и радиоактивных излучений, затем заведующим кафедрой космических лучей. После образования в 1946 году Научно-исследовательского института ядерной физики (НИИЯФ МГУ) становится заместителем директора института (директор — Д. В. Скобельцын). С 1960 года и до последних дней своей жизни С. Н. Вернов — директор НИИЯФ МГУ.
Член-корреспондент АН СССР по Отделению физико-математических наук (физика, 23 октября 1953 года). Академик АН СССР по Отделению ядерной физики (физика высоких энергий, 26 ноября 1968 года).
Скончался 26 сентября 1982 года. Похоронен на Новодевичьем кладбище в Москве.

Могила Вернова на Новодевичьем кладбище Москвы.

Я не встречал человека столь совестливого, столь преданного науке, способного на любые личные жертвы во имя нового научного результата и успешного хода исследований во всей стране независимо от своего участия в той или иной конкретной работеГ. Б. Христиансен про С. Н. Вернова

## Научная деятельность
С 1935 года, во время работы в докторантуре, проводит высотные исследования космических лучей с помощью запуска радиозондов на различных геомагнитных широтах, используя магнитное поле Земли как спектрометр. В этих исследованиях был впервые получен спектр основной части космических лучей.
С 1945 года проводит широкий фронт стратосферных исследований космических лучей, для чего создал специальную стратосферную станцию в ФИАН и специальную группу в МГУ. Результаты проведённых экспериментов привели к важным выводам о характеристиках взаимодействия протонов с веществом.
В конце 1950-х годов руководит созданием в МГУ уникальной установки для исследования космических лучей сверхвысоких энергий (в диапазоне {\displaystyle 10^{14}-10^{17}} эВ). С помощью данной установки был получен энергетический спектр космических лучей в указанном диапазоне.
Руководил экспериментами по исследованию космических лучей на первых искусственных спутниках Земли (ИСЗ) и автоматических межпланетных станциях (АМС). Одним из результатов этих экспериментов явилось крупнейшее открытие — обнаружение внешнего радиационного пояса Земли, которое внесено в Государственный реестр научных открытий СССР под № 23 с приоритетом от июля 1958 г.
.
Всего за годы работы в МГУ под руководством Вернова была спроектирована, изготовлена и отправлена в космос аппаратура на 140 спутниках и космических ракетах. Исследования, проведённые под руководством Вернова, привели к важному открытию: было установлено наличие двух радиационных поясов Земли: внутреннего открытого учёными США в феврале—марте 1958 года с помощью аппаратуры, установленной на спутниках «Эксплорер», и внешнего, открытого учёными МГУ в июле 1958 года.
До 1936 года жил по адресу: Сестрорецк, пос. Разлив улица Новая слобода, дом 9.

## Награды и премии
- Герой Социалистического Труда (10.07.1980)
- 3 ордена Ленина (15.09.1961; 09.07.1970; 10.07.1980)
- орден Октябрьской Революции (17.09.1975)
- 2 ордена Трудового Красного Знамени (10.06.1945; 21.12.1957)
- орден «Знак Почёта» (16.10.1951)
- медали
- Ленинская премия (1960) — за открытие и исследование внешнего радиационного пояса Земли и исследование магнитного поля Земли и Луны
- Сталинская премия первой степени (1949) — за экспериментальные исследования космических лучей в верхних слоях атмосферы, изложенные в статьях: «Исследование с помощью годоскопа ливней частиц, образованных в свинце космическими лучами в стратосфере», «Изучение ливней космических лучей, сопровождающих проникающие частицы», «Измерение толчков, создаваемых космическими лучами в стратосфере, с помощью ионизационной камеры», «Угловое распределение космических лучей в стратосфере», «Исследование мягкой и жёсткой компонент космических лучей в стратосфере» (1948)

## Память
- В 2001 году, в г. Дубне Московской области, незадолго до праздника города, которому исполнялось 45 лет, улица Савёловская, за которой кончался район Чёрной речки и начинались подступы к Большой Волге, была переименована в улицу Вернова[9]. Память о нём в г. Дубне связана с тем, что академик Вернов участвовал в совместных исследованиях ОИЯИ — НИИЯФ МГУ по физике высоких энергий. Вместе с Д. И. Блохинцевым и В. И. Векслером являлся создателем в Дубне филиала НИИЯФ МГУ (1960), формировал основы образовательной программы ОИЯИ[10].
- 12 июля 2010 года в честь 100-летия академика решением муниципального Совета города Сестрорецка одна из улиц в новом районе п. Тарховка названа улицей академика Вернова[11].
- 3 декабря 2014 года на заседании Совета РАН по космосу принято решение о присвоении имени выдающегося советского учёного С. Н. Вернова спутнику «МКА-ФКИ (ПН2)». Теперь он называется «Вернов». Спутник выведен на орбиту Земли 8 июля 2014 года с космодрома Байконур. С помощью установленного на спутник комплекса научной аппаратуры «РЭЛЕК» (Релятивистские ЭЛЕКтроны) проводятся исследования механизмов высыпаний и ускорения магнитосферных релятивистских электронов, их воздействия на верхнюю атмосферу и ионосферу Земли, исследование атмосферных транзиентных явлений во всех диапазонах электромагнитного спектра и поиск возможной связи высыпаний электронов высоких энергий и высотных электрических разрядов, которые, вероятно, являются причиной атмосферных транзиентных явлений[12].